# ینی داش‌کند
ینی داش‌کند (به لاتین: Yeni Daşkənd) یک منطقه مسکونی در جمهوری آذربایجان است که در شهرستان بردع واقع شده است. ینی داش‌کند ۲۲۲۰ نفر جمعیت دارد.